# Семёново (Крым)
Семёново (до 1948 года Кир-Ички́; укр. Семенове, крымскотат. Qır İçki, Къыр Ички) — исчезнувшее село в Советском районе Республики Крым, располагавшееся в центре района, в степной части Крыма, присоединённое к Варваровке. Сейчас — южная часть села.

## История
Первое документальное упоминание села встречается в Камеральном Описании Крыма… 1784 года, судя по которому, в последний период Крымского ханства Кир Ички входил в Кучук Карасовский кадылык Карасъбазарскаго каймаканства. Видимо, вскоре после присоединения Крыма к России 8 февраля 1784 года, деревня была покинута жителями, эмигривровавшими в Турцию и в ревизских документах конца XIX — начала XX века не встречается, хотя территориально находилась в Байрачской волости Феодосийского уезда. На военно-топографической карте 1817 года и в «Ведомости о казённых волостях Таврической губернии 1829 года» деревня не упомянута. На карте 1836 года в деревне 15 дворов, а на карте 1842 года Кыр-Ички уже обозначен условным знаком «малая деревня», то есть, менее 5 дворов.
В 1860-х годах, после земской реформы Александра II, деревню приписали к Шейих-Монахской волости. Согласно «Списку населённых мест Таврической губернии по сведениям 1864 года», составленному по результатам VIII ревизии 1864 года, Кыр-Ички — владельческая деревня татарская и немецких колонистов с 8 дворами и 32 жителями при колодцах. По обследованиям профессора А. Н. Козловского начала 1860-х годов, в селении были колодцы с пресной водой глубиною не более 1,5 саженей (3 м). Согласно энциклопедическому словарю «Немцы России», колонисты владели 1000 десятин земли. На трёхверстовой карте Шуберта 1865—1876 года деревня Кыр-Ички обозначена с 19 дворами. В «Памятной книге Таврической губернии 1889 года» деревня уже не упомянута, а по «…Памятной книжке Таврической губернии на 1892 год» в деревне Кир-Ички, входившей в Семенское сельское общество, числилось 27 жителей в 5 домохозяйствах. После земской реформы 1890-х годов деревню приписали к Андреевской волости. По «…Памятной книжке Таврической губернии на 1900 год» в хуторе Кир-Ички, входившем в Семенское сельское общество, числилось 40 жителей в 6 двора, в 1904 — 20 человек. На 1914 год в селении действовало немецкое земское училище. По Статистическому справочнику Таврической губернии. Ч.II-я. Статистический очерк, выпуск пятый Феодосийский уезд, 1915 год, в селе Кир-Ички Андреевской волости Феодосийского уезда числилось 7 дворов (все дворы с землёй) с немецким населением в количестве 41 человек приписных жителей и 10 — «посторонних», из которых 28 мужчин и 23 женщины. Жители владели 1037 десятинами удобной земли. В хозяйствах имелось 70 лошадей, 62 вола, 35 коров и 22 головы мелкого скота. Согласно списку 1915 года «…русских подданных из австрийских, венгерских или германских выходцев» землевладельцев, опубликованном в газете «Таврические губернские ведомости» в апреле 1915 года, при деревне Кирк-Ички значатся Бос Людвиг Абрамович, владевший 215 десятинами земли, Бос Леонгард Людвигович — 105 дес. и Пфейфер Андреас Фридрихович — 353 десятинами.
После установления в Крыму Советской власти, по постановлению Крымревкома № 206 «Об изменении административных границ» от 8 января 1921 года была упразднена волостная система и село вошло в состав Ичкинского района Феодосийского уезда, а в 1922 году уезды получили название округов. 11 октября 1923 года, согласно постановлению ВЦИК, в административное деление Крымской АССР были внесены изменения, в результате которых округа были отменены, Ичкинский район упразднили, включив в состав Феодосийского в состав которого включили и село. Согласно Списку населённых пунктов Крымской АССР по Всесоюзной переписи 17 декабря 1926 года, в селе Кир-Ички, Ичкинского сельсовета Феодосийского района, числилось 43 двора, из них 42 крестьянских, население составляло 74 человека, из них 71 немец, 2 русских и 1 украинец. Постановлением ВЦИК «О реорганизации сети районов Крымской АССР» от 30 октября 1930 года Феодосийский район был упразднён и был создан Сейтлерский район (по другим сведениям 15 сентября 1931 года) и село включили в состав Сейтлерского, а с образованием в 1935 году Ичкинского — в состав нового района. Вскоре после начала Великой Отечественной войны, 18 августа 1941 года крымские немцы были выселены, сначала в Ставропольский край, а затем в Сибирь и северный Казахстан.
В 1944 году, после освобождения Крыма от фашистов, 12 августа 1944 года было принято постановление № ГОКО-6372с «О переселении колхозников в районы Крыма» и в сентябре 1944 года в район приехали первые новоселы (180 семей) из Тамбовской области, а в начале 1950-х годов последовала вторая волна переселенцев из различных областей Украины. С 25 июня 1946 года Кир-Ички в составе Крымской области РСФСР. Указом Президиума Верховного Совета РСФСР от 18 мая 1948 года, Кир-Ички переименовали в Семёново. 26 апреля 1954 года Крымская область была передана из состава РСФСР в состав УССР. До 1960 года, поскольку в «Справочнике административно-территориального деления Крымской области на 15 июня 1960 года» селение уже не значилось, Семёново присоединили к Варваровке (согласно справочнику «Крымская область. Административно-территориальное деление на 1 января 1968 года» — в период с 1954 по 1968 годы).

### Динамика численности населения
| - 1864 год — 32 чел. - 1892 год — 27 чел. - 1900 год — 40 чел. | - 1904 год — 20 чел. - 1915 год — 41/10 чел. - 1926 год — 74 чел. |

## Уроженцы
- Боос, Эрнст Гербертович